# Prémio MTV Movie de Melhor Atuação Cômica
Esta é a lista dos vencedores do MTV Movie Award de melhor comediante.
| Ano  | Ator              | Título em português (br/pt)                                                       | Título original                                                                     |  |
| ---- | ----------------- | --------------------------------------------------------------------------------- | ----------------------------------------------------------------------------------- |  |
| 2014 | Jonah Hill        |                                                                                   | The Wolf of Wall Street                                                             |  |
| 2012 | Melissa McCarthy  | Missão Madrinha de Casamento                                                      | Bridesmaids                                                                         |  |
| 2011 | Emma Stone        | A Mentira / Ela é Fácil                                                           | Easy A                                                                              |  |
| 2010 | Zach Galifianakis | Se Beber, Não Case / A Ressaca                                                    | The Hangover                                                                        |  |
| 2009 | Jim Carrey        | Sim, Senhor ! / Sim !                                                             | Yes Man                                                                             |  |
| 2008 | Johnny Depp       | Piratas do Caribe - No Fim do Mundo / Piratas das Caraíbas - Nos Confins do Mundo | Pirates of the Caribbean: At World's End                                            |  |
| 2007 | Sacha Baron Cohen | Borat                                                                             | Borat: Cultural Learnings of America for Make Benefit Glorious Nation of Kazakhstan |  |
| 2006 | Steve Carell      | O Virgem de 40 anos / Virgem aos 40 Anos                                          | The 40 Year-Old Virgin                                                              |  |
| 2005 | Dustin Hoffman    | Entrando Numa Fria Maior Ainda / Uns Compadres do Pior                            | Meet the Fockers                                                                    |  |
| 2004 | Jack Black        | Escola do Rock                                                                    | School of Rock                                                                      |  |
| 2003 | Mike Myers        | Austin Powers em o Homem do Membro de Ouro / Austin Powers em Membro Dourado      | Austin Powers in Goldmember                                                         |  |
| 2002 | Reese Whiterspoon | Legalmente Loira                                                                  | Legally Blonde                                                                      |  |
| 2001 | Ben Stiller       | Entrando Numa Fria / Um Sogro do Pior                                             | Meet the Parents                                                                    |  |
| 2000 | Adam Sandler      | O Paizão / Um Pai à Maneira                                                       | Big Daddy                                                                           |  |
| 1999 | Adam Sandler      | O Rei das Águas / O Águas                                                         | The Waterboy                                                                        |  |
| 1998 | Jim Carrey        | O Mentiroso                                                                       | Liar Liar                                                                           |  |
| 1997 | Jim Carrey        | O Pentelho / O Melga                                                              | The Cable Guy                                                                       |  |
| 1996 | Jim Carrey        | Ace Ventura 2 - Um Maluco na África / Ace Ventura em África                       | Ace Ventura: When Nature Calls                                                      |  |
| 1995 | Jim Carrey        | Debi & Lóide: Dois Idiotas em Apuros / Doidos à Solta                             | Dumb & Dumber                                                                       |  |
| 1994 | Jim Carrey        | Ace Ventura - Um Detetive Diferente / Ace Ventura - Detective Animal              | Ace Ventura: Pet Detective                                                          |  |
| 1993 | Robin Williams    | Aladdin                                                                           | Aladdin                                                                             |  |
| 1992 | Billy Crystal     | Amigos, Sempre Amigos / A Vida, o Amor... e as Vacas                              | City Slickers                                                                       |  |

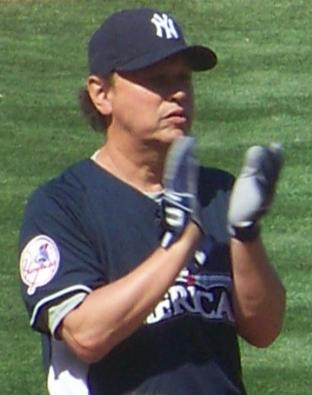
Billy Crystal, foi o primeiro a vencer nessa categoria.
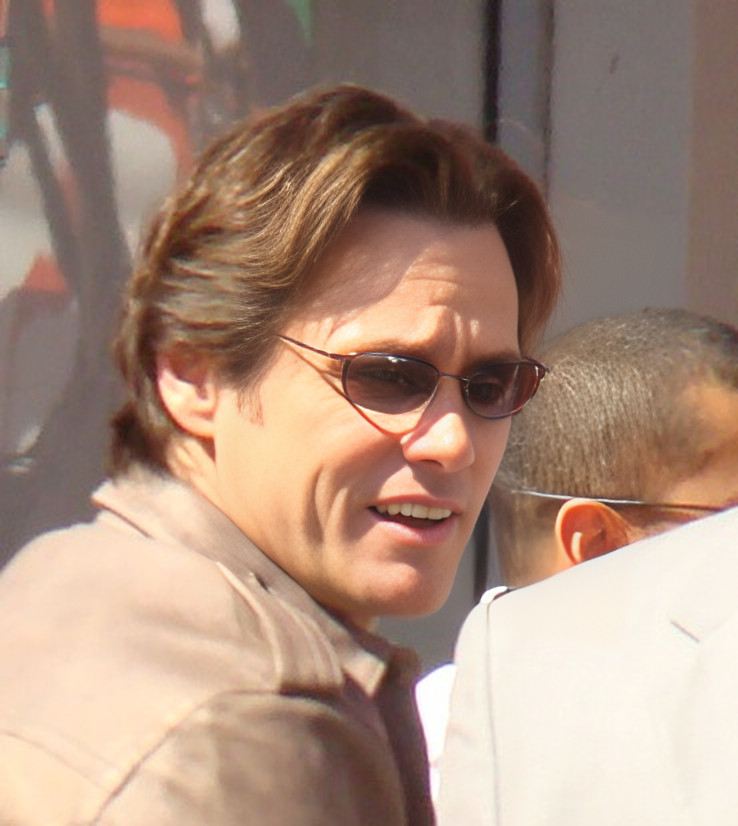
Jim Carrey, maior vencedor nessa categoria, 6 vezes.
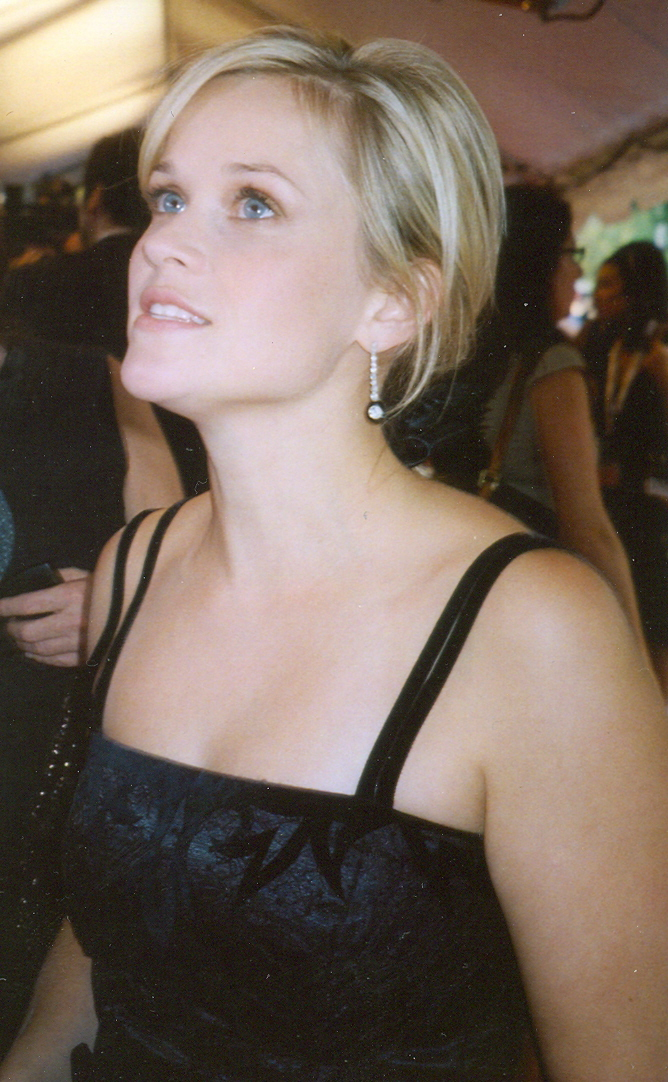
Reese Whiterspoon, a primeira mulher a vencer nessa categoria.
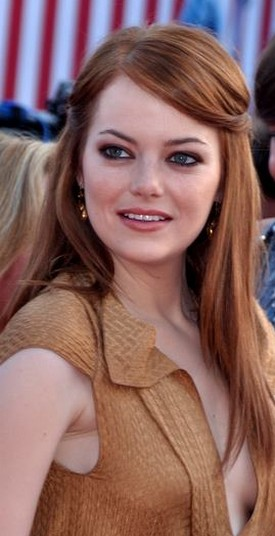
Emma Stone, a mais nova ou novo a vencer.
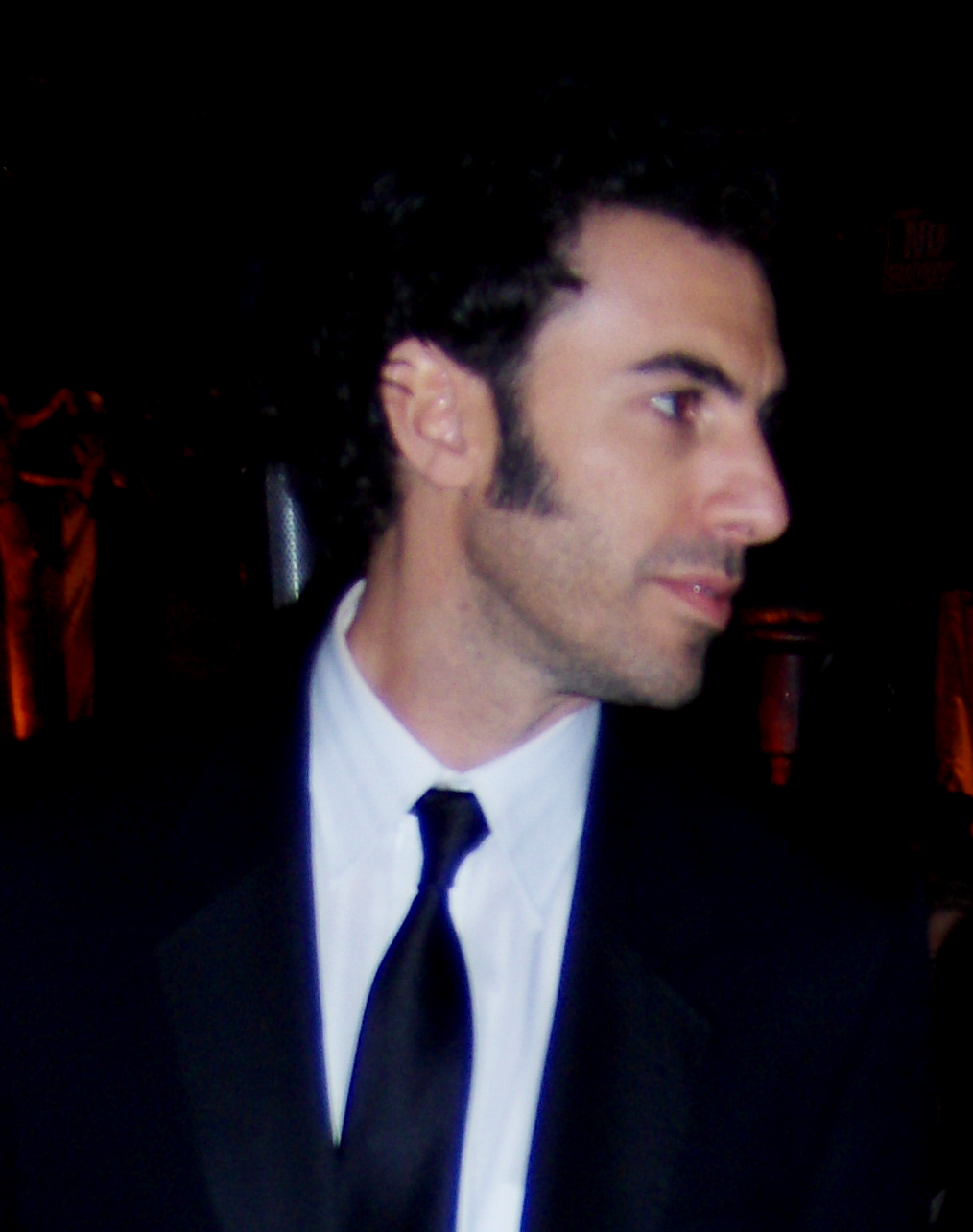
Sacha Baron Cohen, o único não norte-americano a vencer.
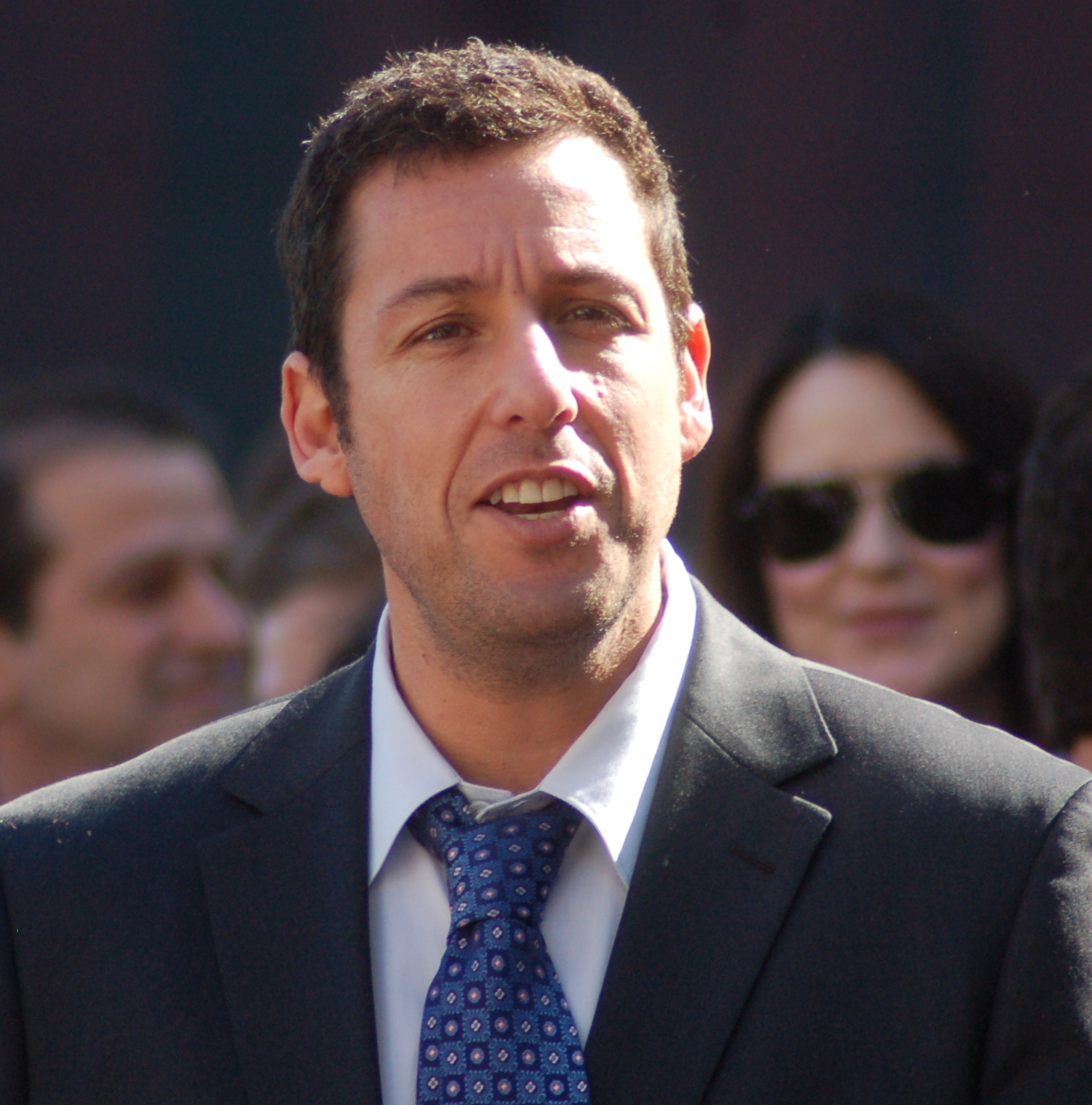
Adam Sandler, venceu em 1999 e 2000.